# جيمس وادزورث (سياسي)
جيمس وادزورث (بالإنجليزية: James Wadsworth)‏ هو سياسي أمريكي، ولد في 25 أغسطس 1819 في دورهام في الولايات المتحدة، وتوفي في 18 مايو 1891 في يونكيرس في الولايات المتحدة. حزبياً، نشط في Locofocos ‏ والحزب الديمقراطي. وقد انتخب عضو مجلس ولاية نيويورك.